# Seco Camara
Seco Camara (* 20. April 1995) ist ein guinea-bissauischer Leichtathlet, der sich auf den Sprint spezialisiert hat.

## Sportliche Laufbahn
Erste Erfahrungen bei internationalen Meisterschaften sammelte Seco Camara im Jahr 2021, als er dank einer Wildcard im 100-Meter-Lauf an den Olympischen Sommerspielen in Tokio teilnahm und dort mit 11,33 s in der Vorausscheidungsrunde ausschied. Auch bei den Weltmeisterschaften 2023 in Budapest schied er mit 11,04 s in der Vorrunde aus. Im Jahr darauf kam er bei den Afrikameisterschaften in Douala mit 10,88 s und 21,95 s jeweils im Vorlauf über 100 und 200 Meter aus. Anschließend nahm er erneut an den Olympischen Sommerspielen in Paris teil und schied dort mit 10,76 s in der Vorausscheidungsrunde aus.

## Persönliche Bestleistungen
- 100 Meter: 10,71 s (+0,9 m/s), 15. Juni 2024 in Caen
  - 60 Meter (Halle): 6,92 s, 10. Februar 2024 in Rennes
- 200 Meter: 21,81 s (+2,0 m/s), 30. Juni 2024 in Notre-Dame-de-Gravenchon